# Rue de la Gare (Châtillon)
La rue de la Gare est une voie du centre-ville de Châtillon dans les Hauts-de-Seine,.

## Situation et accès

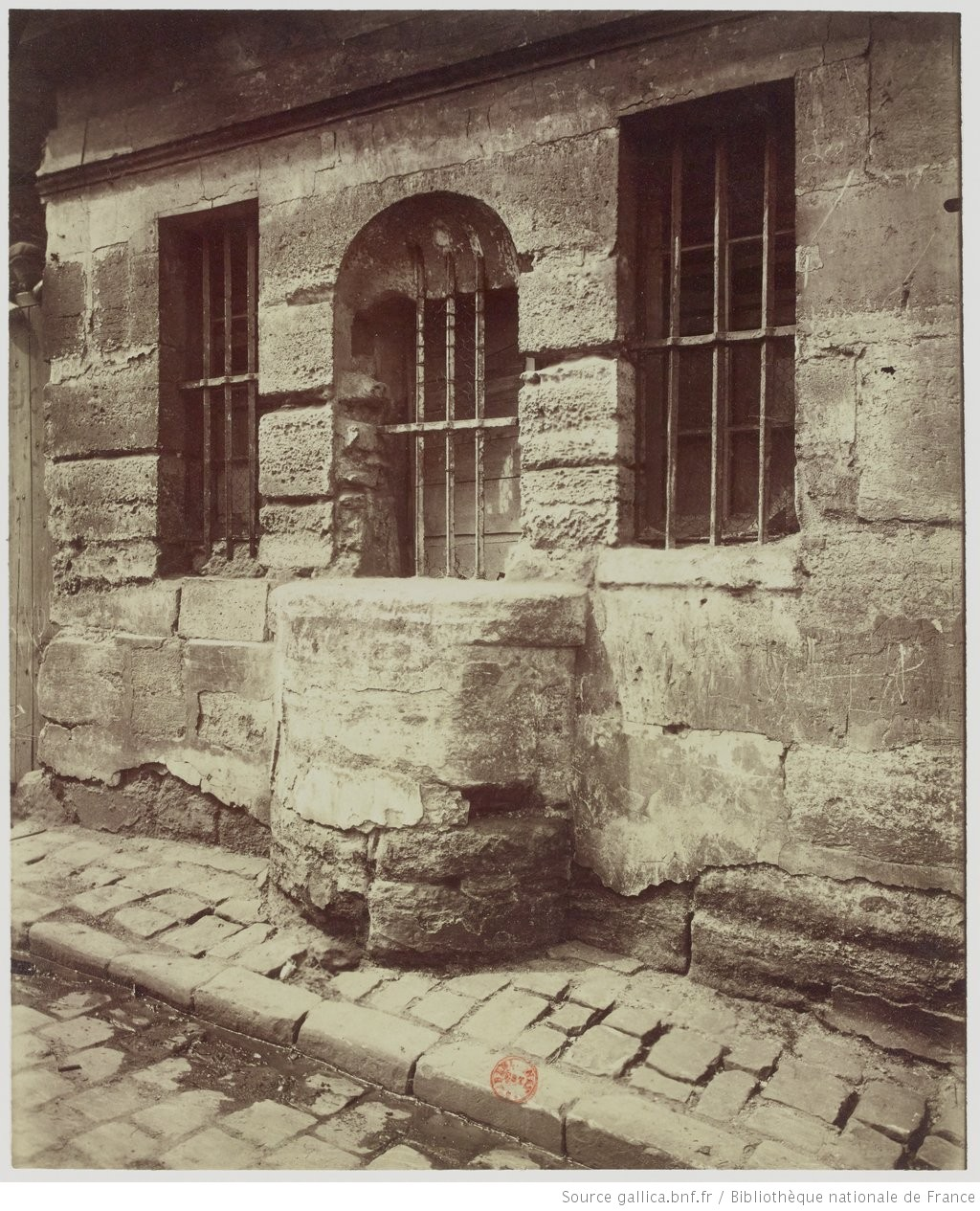
Ancien four, Eugène Atget, 1901.

Sa desserte est assurée par la ligne 6 du tramway d'Île-de-France.
Au sud, elle se termine au droit de la rue de la Mairie et de la rue de Bagneux.

## Historique

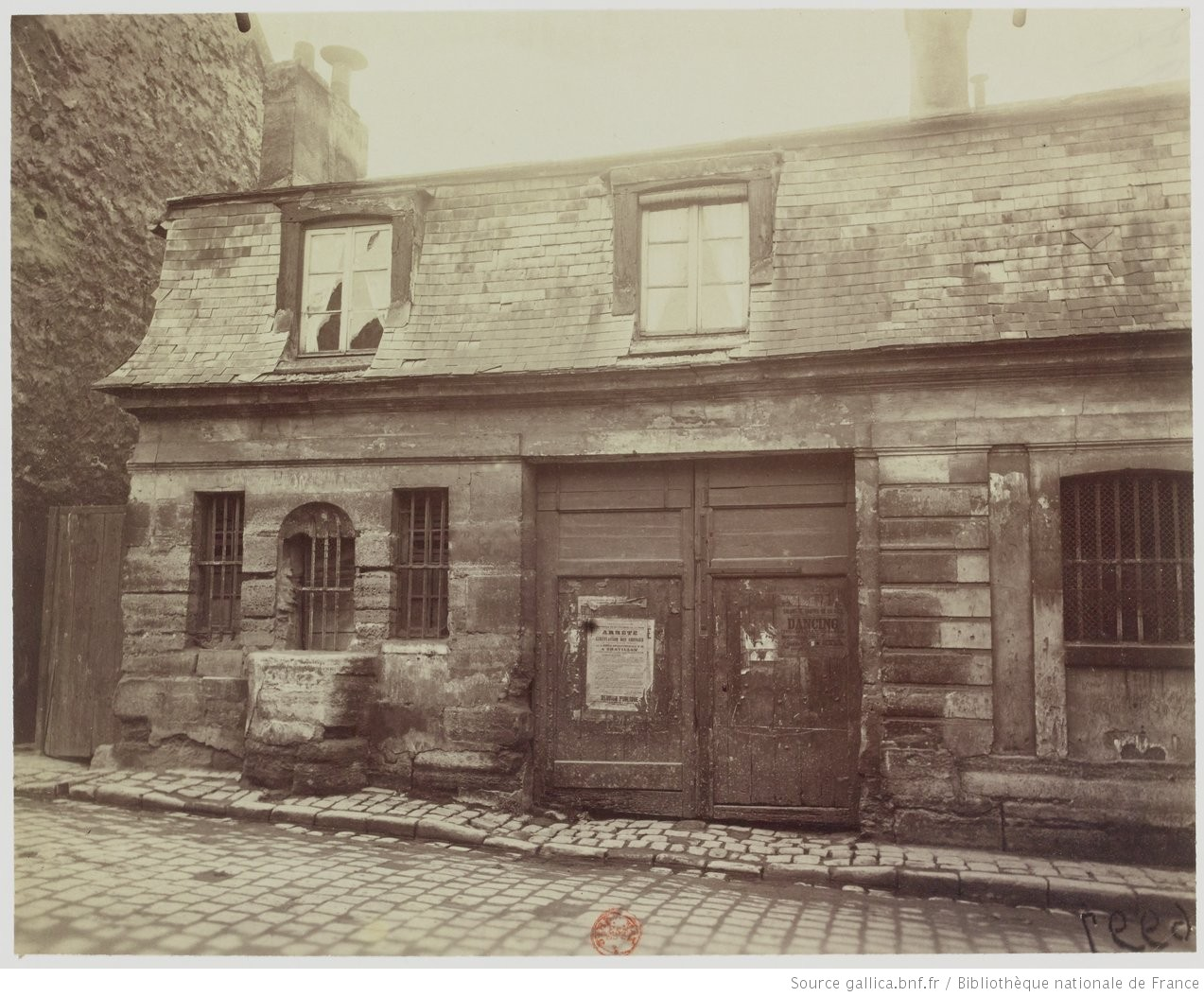
Ancienne maison, Eugène Atget. Cliché pris en 1901.

L'histoire récente de cette voie de communication est liée à la gare de marchandises Châtillon-Montrouge dont, en octobre 1908, la construction au lieu-dit la Pierre-Plate fut approuvée par le conseil municipal.
L'année 1914 vit l'inauguration de la rue de la Gare qui menait jusqu'à l'avenue de la République. Elle est visible sur un plan de 1919, allant de la rue de la Mairie à la voie de Vanves à Arcueil, qui deviendra la rue de l'Avenir. Cependant, il fallut attendre 1922 pour voir la fin des travaux. 

## Origine du nom
Cette rue était autrefois la rue de Paris. Son nom actuel vient de l'ancienne gare aux marchandises de Châtillon, maintenant les Ateliers de Châtillon. Dans le roman de Léo Malet, la partie nord a  été renommée rue Raoul-Ubac, d'après un peintre belge. Après la capitulation allemande, cette partie nord prend le nom de rue Pierre-Semard, honorant Pierre Semard, fusillé en 1942.

## Bâtiments remarquables et lieux de mémoire

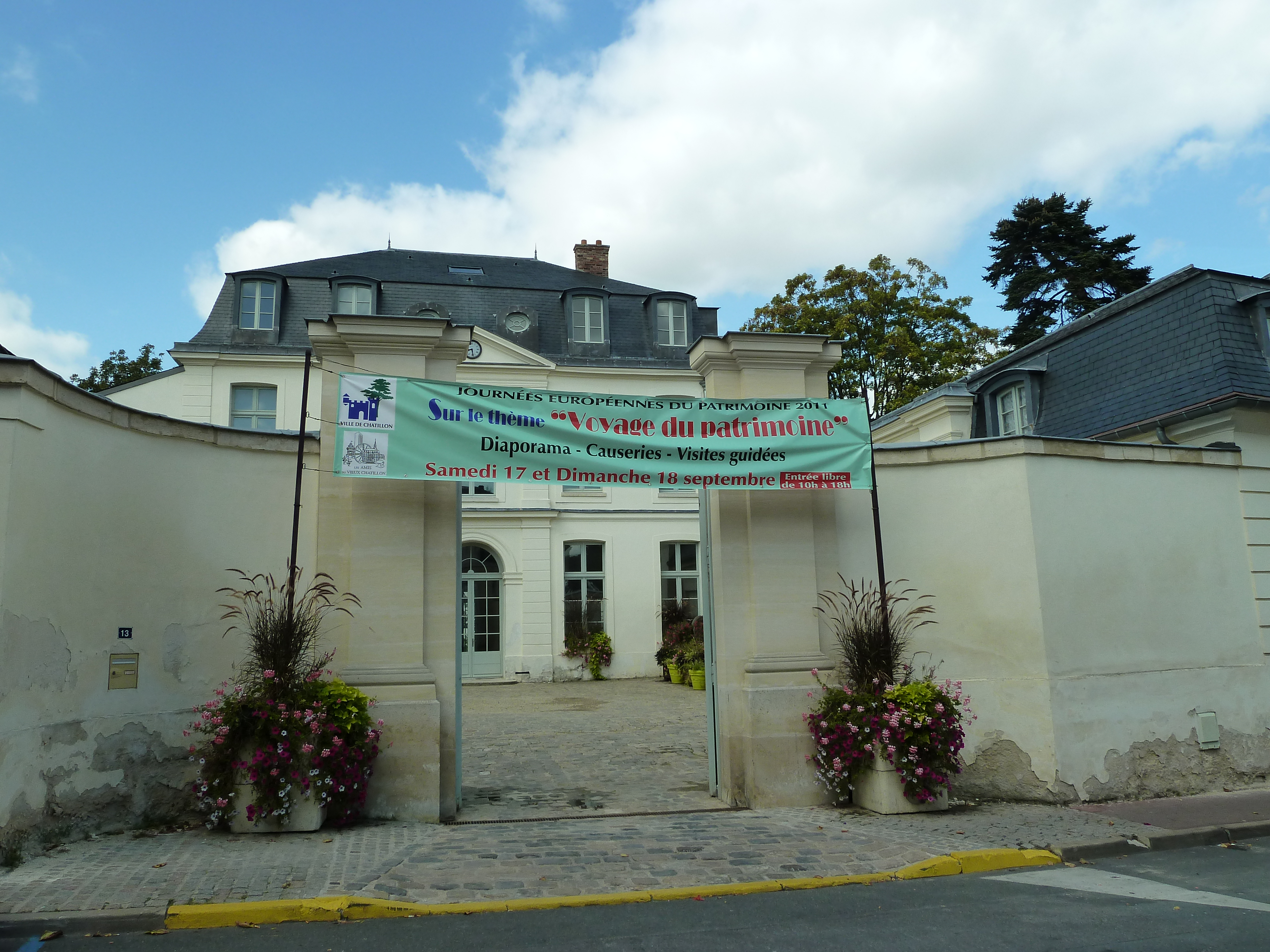
La maison du patrimoine en 2011.

- Folie Desmares, ancienne maison généralice des Dominicaines de Notre-Dame de Grâce, aujourd'hui la Maison du Patrimoine[8]. Le parc des Sarments lui est attenant.
- Des scènes du film On peut toujours rêver (1991) y ont été tournées.
- Cette rue est au cœur de l'intrigue du roman 120, rue de la Gare, de Léo Malet[9]. Sa partie nord est aujourd'hui la rue Pierre-Semard, et le no 120, à l'époque un simple pavillon, accueille aujourd'hui les ateliers SNCF du TGV Atlantique[10].